# Saint-Pierre-du-Val
Saint-Pierre-du-Val ist eine französische Gemeinde mit 589 Einwohnern (Stand: 1. Januar 2022) im Département Eure in der Region Normandie. Sie gehört zum Arrondissement Bernay und ist Teil des Kantons Beuzeville. Die Einwohner werden Saint-Pierrais genannt.

## Geografie
Saint-Pierre-du-Val liegt etwa 19 Kilometer ostsüdöstlich von Le Havre. Umgeben wird Saint-Pierre-du-Val von den Nachbargemeinden Berville-sur-Mer im Norden, Conteville im Norden und Nordosten, Foulbec im Osten, Boulleville im Südosten, Beuzeville im Süden, Manneville-la-Raoult im Südwesten, Fiquefleur-Équainville im Westen und Südwesten sowie Fatouville-Grestain im Westen und Nordwesten.

## Bevölkerungsentwicklung
| 1962                      | 1968 | 1975 | 1982 | 1990 | 1999 | 2006 | 2013 |
| ------------------------- | ---- | ---- | ---- | ---- | ---- | ---- | ---- |
| 377                       | 359  | 320  | 337  | 349  | 456  | 506  | 563  |
| Quelle: Cassini und INSEE |      |      |      |      |      |      |      |

## Sehenswürdigkeiten

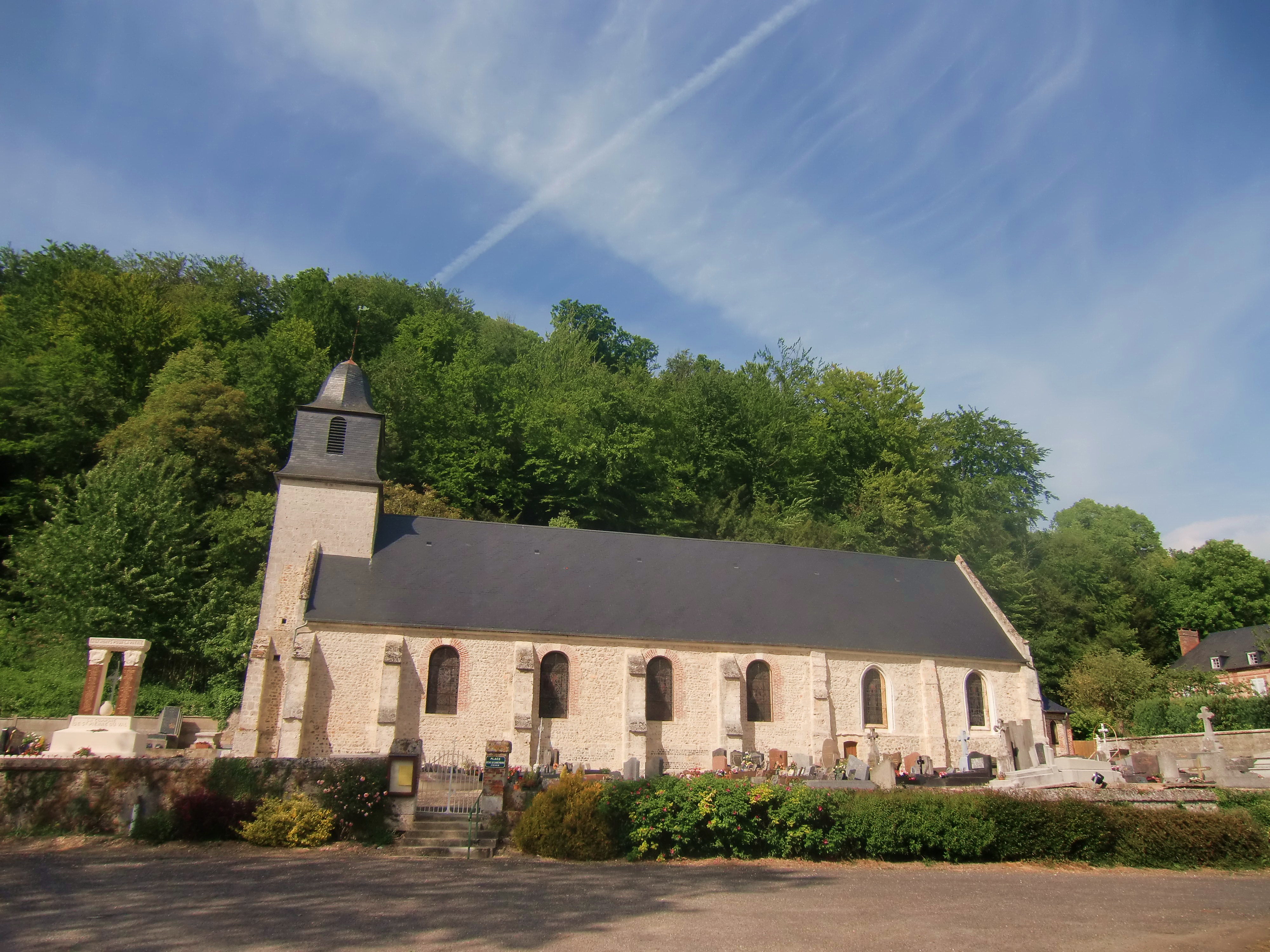
Kirche Saint-Pierre

- Kirche Saint-Pierre aus dem 12. Jahrhundert, Umbauten aus dem 17. Jahrhundert
- Kirche Notre-Dame in Notre-Dame-du-Val aus dem 11./12. Jahrhundert
- Kapelle Saint-Étienne aus dem 13. Jahrhundert in Le Mesnil, Teil des Klosters von Grestain (in Fatouville-Grestain)
- Pfarrhaus
- Reste der Burg Saint-Pierre aus dem 11. Jahrhundert, im Hundertjährigen Krieg annähernd geschleift, im 18./19. Jahrhundert als Schloss wieder errichtet